# Jennifer Holt
Jennifer Holt (10 de noviembre de 1920 - 21 de septiembre de 1997) fue una actriz estadounidense.

## Biografía
Su verdadero nombre era Elizabeth Marshall Holt, y nació en Hollywood, California, siendo sus padres el actor Jack Holt y su esposa, Margaret Woods. Ella y su hermano Tim se dedicarían a la interpretación.
Debutó en el cine usando su nombre teatral, "Jacqueline Holt", en un western de 1941 junto a Hopalong Cassidy, prosiguiendo los rodajes hasta hacer 47 películas en los años cuarenta. Todas, excepto ocho de ellas, fueron western, en las cuales trabajó junto a estrellas del género como Lash LaRue y Johnny Mack Brown.
Holt rodó su última película en 1949 y después, en 1950, coprotagonizó un programa de televisión llamado "Panhandle Pete and Jennifer", el cual duró una temporada. A lo largo del resto de la década tuvo actuaciones esporádicas en series televisivas western tales como "The Gabby Hayes Show" y "Tales of Wells Fargo". Aunque la atracción por los western había disminuido a mediados de los cincuenta, durante los festivales del género en los años setenta recuperó parte de su popularidad entre sus seguidores, y ocasionalmente participó como estrella invitada.
Jennifer Holt se casó en varias ocasiones. Vivió durante un tiempo en México, y en el momento de su muerte en 1997 se encontraba en Dorset, Inglaterra.

## Filmografía
- Stick to Your Guns (1941) (como Jacqueline Holt) .... June Winters
- The Old Chisholm Trail (1942) .... Mary Lee
- ittle Joe, the Wrangler (1942) .... Janet Hammond
- Deep in the Heart of Texas (1942) .... Nan Taylor
- Pardon My Sarong (1942) (sin créditos) .... Chica del autobús con Tommy
- The Silver Bullet (1942) .... Nancy Lee
- Private Buckaroo (1942) .... Joyce Mason
- Broadway (1942) (sin créditos) .... azafata de la TWA
- Raiders of Sunset Pass (1943) .... Betty Mathews
- Lone Star Trail (1943) .... Joan Winters
- Hers to Hold (1943) (sin créditos) .... Chica
- Frontier Law (1943) .... Lois Rodgers
- Get Going (1943) .... Vilma Walters
- Cowboy in Manhattan (1943) .... Mitzi
- Raiders of San Joaquín (1943) .... Jane Carter
- Cheyenne Roundup (1943) .... Ellen Randall
- Hi, Buddy (1943) .... Miss Russell
- Tenting Tonight on the Old Camp Ground (1943) .... Kay Randolph
- Adventures of the Flying Cadets (1943) .... Andre Mason [Capítulos 5-13]
- Riders of the Santa Fe (1944) .... Carla Anderson
- Outlaw Trail (1944) .... Alice Thornton
- Guns of the Law (1944) .... Lillian Wilkins
- Oklahoma Raiders (1944) .... Donna Ross, El Vengador
- Marshal of Gunsmoke (1944) .... Ellen
- The Lost Trail (1945) .... Jane Burns
- Song of Old Wyoming (1945) .... Vicky Conway, adoptada
- Renegades of the Rio Grande (1945) .... Dolores Salezar
- Gun Smoke (1945) .... Jane Condon
- Under Western Skies (1945) .... Charity
- The Navajo Trail (1945) .... Mary Trevor
- Beyond the Pecos (1945) .... Ellen Tanner
- Trigger Fingers (1946) .... Jane Caldwell
- Hop Harrigan (1946) .... Gail Nolan
- Moon Over Montana (1946) .... Gwynn Randal
- Trail of the Mounties (1947) .... Kathie McBain
- Where the North Begins (1947) .... Mary Rockwell
- Shadow Valley (1947) .... Mary Ann Jarvis
- The Fighting Vigilantes (1947) .... Abby Jackson
- Stage to Mesa City (1947) .... Margie Watson
- Ghost Town Renegades (1947) .... Diane Trent
- Pioneer Justice (1947) .... Betty Walters
- Buffalo Bill Rides Again (1947) .... Dale Harrington
- No Escape|Over the Santa Fe Trail (1947) .... Carolyn
- The Tioga Kid (1948) .... Jenny Morgan
- Range Renegades (1948) .... Belle Morgan
- The Hawk of Powder River (1948) .... Vivian Chambers The Hawk
- Tornado Range (1948) .... Mary King
- Panhandle Pete and Jennifer (1950) (Serie de TV) .... Invitada (1950-51)
- Tales of Wells Fargo (1957-1959) (Serie de TV) .... Ella / (4 episodios)
- Perry Mason (1958) (Serie de TV) .... Christine (1 episodio)